# Езоп
 Тази статия е за древногръцкия баснописец.  За българския филм от 1971 г. вижте Езоп (филм).  
Езоп (на гръцки: Αισωπος, Aisopos) е легендарен древногръцки баснописец (съставител или разказвач на басни), предполагаемо живял в периода около 620–560 г. пр.н.е.

## Легенди за Езоп
За Езоп се твърди, че първоначално е бил роб, но по-късно е освободен. Като място на неговото робуване е известен остров Самос. Самият Езоп по произход, според античните източници е тракиец. У редица ранни гръцки автори, вкл. Аристотел, се посочва, че Езоп е роден около 620 г. пр.н.е., а като негово родно място -  черноморското селище, известно като град Месемврия (дн. Несебър), в Тракия. Според визанитийската енциклопедия "Суидас"/"Суда" освен жителите на това място, също и тези на още няколко претендират, че в тяхното е роден Езоп.
След освобождаването си, според легендата за него, Езоп живее в царство Лидия, в двореца на цар Крез, чието доверие печели. Пратен е в Делфи с дарове, но впоследствие е убит (или заставен да се самоубие) по нареждане на делфийските жреци, винящи го в осмиване на боговете или в кражба от храм.

## Езопови басни
По-късно името му се превръща в символ. Приписват му се множество кратки произведения, които се предават от уста на уста и стават известни като Езопови басни. През ІІІ век пр.н.е. са записани от Деметрий Фалерски. Те са преведени (често преработени) на много езици по света, в това число – на френски и руски, от прочутите баснописци Лафонтен и Иван Крилов.

## Издания на български
- Езопови басни. Превод от старогръцки Александър Балабанов. София, 1924, 1947.
- Басни: Сборник с 352 басни. Превод от старогръцки Тодор Сарафов. Под редакцията на проф. д.р Георги Михайлов. София: Народна култура, 1967, 147 с.
- Басни. Пловдив: Христо Г. Данов, 1982, 168 с.
- Басни. София: ПАН, 1998, 160 с.
- Басни. София: Планета 3, 1999, 240 с.
- 180 басни. Превод Ивон и Стефан Тодорови. София: Бриз, 1999, 144 с.
- Басни. Пловдив: Хермес, 2005, 111 с.
- Басни. Превод от старогръцки Владимир Атанасов. София: Изток-Запад, 2006, 350 с.
- Басни. Бургас: Скорпио, 2009, 160 с.